# Stephanus Laurentii
Stephanus Laurentii (Staffan Laurensson), född okänt år, död 19 januari 1496 i Viborg, Danmark, var en finländsk franciskanbroder, Finlands ende teologie doktor under medeltiden.
Stephanus härstammade troligen från Kökar, där han möjligen också inträdde i orden. Han bedrev sina teologiska studier troligen både i Lund, där den nordiska provinsen (Dacia) hade sin högskola, och i utlandet. Han valdes 1478 på provinsialkapitlet i Lund till provinsens styresman (minister provencialis) vid en tid då orden var splittrad mellan en strängare och en mindre sträng riktning. Han representerade den senare, de så kallade konventualerna, som gärna ägnade sig åt lärda studier; ända till provinsens upplösning var denna riktning förhärskande i Sverige (med Finland) och Norge. Reformrörelsen åter krävde en striktare observans av den helige Franciskus fattigdomskrav och vann slutligen överhanden i Danmark. Då observantkonventen av påven 1481 löstes från provinsialministerns jurisdiktion, reste Stephanus till Rom och lyckades få beslutet återkallat. Striden fortgick med växlande framgång för observanterna. Han blev avsatt på provinsialkapitlet i Randers 1493, men vann hos påven resning i målet. Han dog innan saken avgjorts, och begrovs i Kökars konvent. I samband med sin Romresa utnämndes han troligen av påven till teologie doktor. Utöver kontroverserna med observanterna är ingenting bekant om hans verksamhet. En förklaring till de svenska (och finska) konventens motvilja mot observansen kan ha varit svårigheten att i det glest bebyggda landet leva på allmosor i den helige Franciskus anda. 1979 avtäcktes i Kökars kyrka en minnesplatta till Stephanus minne.